# Saldo previdenziale
Il saldo previdenziale, nei sistemi pensionistici pubblici dell'ordinamento italiano, è la differenza tra le entrate derivate dai contributi previdenziali e la spesa pensionistica per le prestazioni previdenziali.
Il saldo previdenziale è un indicatore della sostenibilità (previdenza) degli enti previdenziali con gestione a ripartizione.

## Applicazione
La riforma delle pensioni Fornero, al comma 24, ha richiesto che il saldo previdenziale sia positivo per 50 anni per le casse di previdenza dei liberi professionisti, per garantire almeno l'esistenza degli enti per tale periodo.

### Leggi
- Costituzione della Repubblica Italiana

- Decreto legislativo 30 dicembre 1992, n. 503, in materia di "Norme per il riordinamento del sistema previdenziale dei lavoratori privati e pubblici, a norma dell'articolo 3 della legge 23 ottobre 1992, n. 421."